# Aptostichus stephencolberti
Aptostichus stephencolberti  (лат.) — вид мигаломорфных пауков из семейства Euctenizidae, названный в честь американского актёра и сатирика Стивена Кольбера.

## История открытия
Новый вид пауков был обнаружен на побережье штата Калифорния в 2007 году . Своё необычное название этот вид пауков получил в честь известного американского актёра, режиссёра и сатирика Стивена Кольбера. Произошло это после того, как Кольбер в своем телешоу The Colbert Report сообщил, что профессор Jason Bond, недавно назвал один из видов пауков (Myrmekiaphila neilyoungi) в честь канадской рок-звезды, Нила Янга, известного своими левыми взглядами. Кольбер, представляющий на экране политика правых консервативных взглядов, был удивлён, что Дж. Бонд не назвал паука в его честь, тем более что один орел и одна черепаха уже носят имя сатирика.

## Классификация
Новый вид Aptostichus stephencolberti был найден на прибрежных песчаных дюнах штата Калифорния в районе от Big Sur до полуострова Сан-Франциско около Point Lobos и Golden Gate. Близок к виду Aptostichus angelinajolieae (названному в честь Анжелины Джоли), но светлее в окраске. Голотип самца и паратип самки имеют коричневато-желтые ноги, карапакс и хелицеры, брюшко светлее. У самцов 6 зубцов, а у самок только пять.